# NGC 7104
NGC 7104 est une vaste galaxie elliptique relativement éloignée et située dans la constellation du Capricorne. Sa vitesse par rapport au fond diffus cosmologique est de 9 314 ± 50 km/s, ce qui correspond à une distance de Hubble de 137,4 ± 9,7 Mpc (∼448 millions d'al). NGC 7104 a été découverte par l'astronome américain Frank Müller en 1886.
NGC 7104 est possiblement une galaxie LINER, c'est-à-dire une galaxie dont le noyau présente un spectre d'émission caractérisé par de larges raies d'atomes faiblement ionisés. Selon la base de données Simbad, NGC 7104 est une galaxie à noyau actif. 
La distance de Hubble de la galaxie IC 5124 à proximité de NGC 7104 sur la sphère céleste est de 151,28 ± 11,05 Mpc (∼493 millions d'al), soit à environ 45 millions d'années-lumière plus loin. Ces deux galaxies forment donc un couple purement optique.